# 里查達斯·貝蘭基斯
里查達斯·貝蘭基斯（1990年6月21日—），是立陶宛職業網球運動員。截至目前最高的ATP單打排名為50，也是立陶宛的男網選手中世界排名最高者。

## 外部連結
- 里查達斯·貝蘭基斯（英文/西班牙文）的官方資料
- 里查達斯·貝蘭基斯的國際網球總會 職業／青少年 官方資料（英文）
- 里查達斯·貝蘭基斯的官方資料（英文）